# Jhivvan Jackson
Jhivvan Jameel Jackson Meléndez (n. Bayamón (Puerto Rico), 27 de agosto de 1998) es un baloncestista que posee la doble nacionalidad puertorriqueña y panameña. Con 1,83 metros de estatura, juega en la posición de escolta (pudiendo hacerlo también en la de base) y actualmente lo hace en el Club Baloncesto San Pablo Burgos de la Liga Endesa. 

## Trayectoria deportiva
Nacido en Bayamón (Puerto Rico) y formado en el Trinity High School de Euless, Texas, ingresó en 2017 en la Universidad de Texas en San Antonio, donde jugó durante cuatro temporadas con los UTSA Roadrunners, desde 2017 a 2021. En los 115 encuentros que disputó en la División I de la NCCAA, registró unas medias de 22.1 puntos, 4.3 rebotes y 3.4 asistencias. Durante su etapa universitaria acaparó varios premios individuales: Novato del año en 2018, integrante del Quinteto Ideal de su conferencia en 2019, 2020 y 2021 y fue ocho veces designado mejor jugador de la semana en su conferencia. 
Tras no ser drafteado en 2021, el 6 de marzo de 2022 firmó su primer contrato profesional con el Hestia Menorca de la Liga LEB Plata. Disputó los últimos seis encuentros de liga regular y dos de playoff de ascenso a LEB Oro, promediando 22.7 puntos, 2.2 asistencias y 2.3 rebotes.
El 29 de agosto de 2022 firma por el Spirou Charleroi de la BNXT League, donde completa la temporada 2022/23 promediando 18.4 puntos, 2.3 asistencias y 3 rebotes por encuentro.
Se unió a Tigers Tübingen en Alemania para la temporada 2023-24.
El 3 de septiembre de 2024 firmó con el Würzburg Baskets de la Basketball Bundesliga (BBL). Al término de la temporada fue elegido MVP de la Basketball Bundesliga.
El 21 de julio de 2025, firma por el Club Baloncesto San Pablo Burgos de la Liga Endesa.

## Internacionalidad
Es internacional absoluto con la selección de Panamá.